# Fundeni (Galaţi)
Fundeni é uma comuna romena localizada no distrito de Galaţi, na região de Moldávia. A comuna possui uma área de 42.32 km² e sua população era de 4004 habitantes segundo o censo de 2007.